# 아시리아 군사평의회
아시리아 군사평의회(ܡܘܬܒܐ ܦܘܠܚܝܐ ܣܘܪܝܝܐ Mawtbo Fulhoyo Suryoyo, 또는 MFS المجلس العسكري السرياني السوري)는 아시리아인의 군사 조직으로 시리아와 이라크에서 활동 중이다. 조직의 설립은 2013년 1월 8일에 이루어졌으며, 아시리아 군사평의회에 따르면 이들의 궁극적인 목표는 아시리아인 주권국가의 설립 및 시리아 내 아시리아인들의 보호이다. 조직은 현재 하카사 주를 비롯한 아시리아 인구 밀집 지역에서 싸우고 있다.
2013년 12월 16일 아시리아 군사평의회는 마티르 아브가르라 명명된 새로운 군사학교의 설립을 발표했다. 12월 24일 아시리아 군사회의는 아시리아 마을 가르두카를 통치하는 요원들의 사진을 보여주기도 했다. 마을의 교회는 알누스라 전선이 완전히 파괴했는데, 알누스라 전선은 인민수호부대가 개시한 작전 동안인 10월 중순에 격퇴되기 전까지 이 마을을 점령하고 있었다. 2014년 1월 8일 아시리아 군사평의회는 인민수호부대의 여러 계급에 참여했다고 밝혔다.

## 텔 브라크 및 텔 바브 전투
아시리아 군사평의회는 인민수호부대 주도의 알누스라 전선 및 ISIL에 대한 공세에 참여하였는데, 이들은 2013년 12월 26일부터 본격적으로 텔 하미스 지역에서 작전을 시작하였다. 인민수호부대와 아시리아 군사평의회는 텔 브락을 방어하지 못한체 텔 하미스 점령에 실패했다. 이에 따라 작전은 2014년 1월 초로 미루어졌다. 그러나 2월 23일, 쿠르드 인민수호부대와 아시리아 군사평의회는 텔 브락을 탈환했고, 지역 아랍 부족이 이 지역을 재점령했다.

## 6월 반격
시리아-이라크 국경 지대를 따라 MFS와 YPG는 공세를 감행했다. 이들은 ISIL이 모술 지역과 니나와주 대부분을 차지하자 ISIL를 시리아 영토 내에서 몰아내기 위해 이 작전을 수립했다. 시리아 쪽의 국경 지대인 틸 코카르 지대가 이 작전을 통해 완전히 MFS와 YPG에게 넘어갔고, 이라크 쪽의 국경인 라비아 지역도 이들이 차지했다.

## 8월 반격
다른 인민수호부대와 함께 아시리아 군사평의회는 이라크의 니나와주에 있는 신자르 지역의 공세에 참여하였고, 이는 ISIL로부터 소수민족을 보호하기 위함이 주 목적이었다.

## 카부르 계곡 작전
ISIL은 2015년 2월 말 여러 차례에 걸쳐 북동 하사케 지방에 공격을 감행했으며, 이들은 인민수호부대와 아시리아 군사회의가 점령한 텔 타메르를 점령하는 것이 주 목표였다. 2015년 3월 초, 아시리아 군사평의회의 부대와 인민수호부대는 이 지역에서 ISIL과 격전을 벌였으며 텔 나스리와 텔 므가스는 접전 지역이 되었다. 2015년 3월 15일, 텔 마그스가 아시리아 군사평의회의 점령지가 되었다고 아시리아 군사평의회는 밝혔다.

## 같이 보기
- 카라코쉬 보호위원회